# Resolució 282 del Consell de Seguretat de les Nacions Unides
La Resolució 282 del Consell de Seguretat de les Nacions Unides, aprovada el 23 de juliol de 1970, preocupada per les violacions de l'embargament d'armes aprovat contra Sud-àfrica a la Resolució 191 del Consell de Seguretat de les Nacions Unides, el Consell va reiterar la seva total oposició a les polítiques d'apartheid i va reafirmar les seves resolucions anteriors sobre el tema. El Consell demana als estats que reforcin l'embargament d'armes deixant de proporcionar entrenament militar als membres de les forces armades sud-africanes i adoptin les mesures apropiades per donar efecte a les mesures de la resolució.
La resolució fou aprovada amb les abstencions dels Estats Units, França i Regne Unit.